# Вента-де-Баньйос
Вента-де-Баньйос (ісп. Venta de Baños) — муніципалітет в Іспанії, у складі автономної спільноти Кастилія-і-Леон, у провінції Паленсія. Населення — 6433 особи (2010).
Муніципалітет розташований на відстані близько 180 км на північ від Мадрида, 9 км на південь від Паленсії.
На території муніципалітету розташовані такі населені пункти: (дані про населення за 2010 рік)
- Баньйос-де-Серрато: 399 осіб
- Сементос-Онторія: 0 осіб
- Вента-де-Баньйос: 6034 особи

## Демографія
Динаміка населення (INE ):